# Michael Mottau
Michael Mottau, dit Mike Mottau, (né le 19 mars 1978 à Quincy dans l'État du Massachusetts aux États-Unis) est un joueur professionnel américain de hockey sur glace. Il évoluait au poste de défenseur,.

## Biographie
Repêché par les Rangers de New York au 182e rang lors du septième tour du repêchage d'entrée dans la LNH 1997, Mike Mottau a joué avec les Eagles de l'université Boston College. À sa dernière saison avec les Eagles, en 1999-2000, il remporte le trophée Hobey Baker remis au meilleur joueur de hockey de la NCAA. 
Il rejoint les rangs professionnels lors de la saison 2000-2001 en jouant avec le club-école des Rangers dans la Ligue américaine de hockey, le Wolf Pack de Hartford, en plus de jouer 18 matchs avec l'équipe de New York. Il joue avec l'organisation des Rangers jusqu'en 2003, alors qu'il est échangé aux Flames de Calgary. Il joue avec Calgary cette saison et joue le reste du temps dans la LAH avec les Flames de Saint-Jean.
Après avoir joué quatre saisons dans la LAH, il joue sa première saison en tant que joueur régulier dans la LNH en 2007-2008, en jouant 76 des 82 matchs des Devils du New Jersey. Il joue deux autres saisons avec les Devils avant de rejoindre les Islanders de New York en 2010.
Il joue brièvement avec les Bruins de Boston vers la fin de la saison 2011-2012 avant de signer avec le Rampage de San Antonio de la LAH puis avec les Maple Leafs de Toronto pour jouer par la suite avec les Marlies de Toronto.
Il joue une dernière saison en saison 2013-2014 alors qu'il partage sa saison entre les Panthers de la Floride et le Rampage. Il annonce sa retraite en tant que joueur à l'été 2014 après avoir joué 321 matchs dans la LNH pour six équipes différentes et est embauché en tant que recruteur pour les Blackhawks de Chicago.

## Statistiques

### En club
| Saison     | Équipe                     | Ligue      |     | Saison régulière | Saison régulière | Saison régulière | Saison régulière | Saison régulière |   | Séries éliminatoires | Séries éliminatoires | Séries éliminatoires | Séries éliminatoires | Séries éliminatoires |
| Saison     | Équipe                     | Ligue      | PJ  | B                | A                | Pts              | Pun              | PJ               | B | A                    | Pts                  | Pun                  |                      |                      |
| 1996-1997  | Eagles de Boston College   | NCAA       | 38  | 5                | 18               | 23               | 77               | -                | - | -                    | -                    | -                    |                      |                      |
| 1997-1998  | Eagles de Boston College   | NCAA       | 40  | 13               | 36               | 49               | 50               | -                | - | -                    | -                    | -                    |                      |                      |
| 1998-1999  | Eagles de Boston College   | NCAA       | 43  | 3                | 39               | 42               | 44               | -                | - | -                    | -                    | -                    |                      |                      |
| 1999-2000  | Eagles de Boston College   | NCAA       | 42  | 6                | 37               | 43               | 57               | -                | - | -                    | -                    | -                    |                      |                      |
| 2000-2001  | Wolf Pack de Hartford      | LAH        | 61  | 10               | 33               | 43               | 45               | 5                | 0 | 1                    | 1                    | 19                   |                      |                      |
| 2000-2001  | Rangers de New York        | LNH        | 18  | 0                | 3                | 3                | 13               | -                | - | -                    | -                    | -                    |                      |                      |
| 2001-2002  | Wolf Pack de Hartford      | LAH        | 80  | 9                | 42               | 51               | 56               | 10               | 0 | 5                    | 5                    | 4                    |                      |                      |
| 2001-2002  | Rangers de New York        | LNH        | 1   | 0                | 0                | 0                | 0                | -                | - | -                    | -                    | -                    |                      |                      |
| 2002-2003  | Wolf Pack de Hartford      | LAH        | 29  | 1                | 18               | 19               | 24               | -                | - | -                    | -                    | -                    |                      |                      |
| 2002-2003  | Flames de Saint-Jean       | LAH        | 32  | 5                | 12               | 17               | 14               | -                | - | -                    | -                    | -                    |                      |                      |
| 2002-2003  | Flames de Calgary          | LNH        | 4   | 0                | 0                | 0                | 0                | -                | - | -                    | -                    | -                    |                      |                      |
| 2003-2004  | Mighty Ducks de Cincinnati | LAH        | 69  | 9                | 22               | 31               | 79               | 9                | 1 | 2                    | 3                    | 8                    |                      |                      |
| 2004-2005  | IceCats de Worcester       | LAH        | 73  | 4                | 31               | 35               | 23               | -                | - | -                    | -                    | -                    |                      |                      |
| 2005-2006  | Rivermen de Peoria         | LAH        | 76  | 8                | 48               | 56               | 81               | 4                | 0 | 1                    | 1                    | 6                    |                      |                      |
| 2006-2007  | Devils de Lowell           | LAH        | 43  | 1                | 26               | 27               | 33               | -                | - | -                    | -                    | -                    |                      |                      |
| 2007-2008  | Devils du New Jersey       | LNH        | 76  | 4                | 13               | 17               | 48               | 5                | 1 | 0                    | 1                    | 0                    |                      |                      |
| 2008-2009  | Devils du New Jersey       | LNH        | 80  | 1                | 14               | 15               | 35               | 7                | 1 | 1                    | 2                    | 0                    |                      |                      |
| 2009-2010  | Devils du New Jersey       | LNH        | 79  | 2                | 16               | 18               | 41               | 5                | 0 | 1                    | 1                    | 0                    |                      |                      |
| 2010-2011  | Islanders de New York      | LNH        | 20  | 0                | 3                | 3                | 8                | -                | - | -                    | -                    | -                    |                      |                      |
| 2011-2012  | Islanders de New York      | LNH        | 29  | 0                | 2                | 2                | 15               | -                | - | -                    | -                    | -                    |                      |                      |
| 2011-2012  | Bruins de Boston           | LNH        | 6   | 0                | 0                | 0                | 0                | 2                | 0 | 0                    | 0                    | 0                    |                      |                      |
| 2012-2013  | Rampage de San Antonio     | LAH        | 16  | 0                | 7                | 7                | 6                | -                | - | -                    | -                    | -                    |                      |                      |
| 2012-2013  | Marlies de Toronto         | LAH        | 18  | 0                | 7                | 7                | 8                | 7                | 0 | 1                    | 1                    | 4                    |                      |                      |
| 2013-2014  | Rampage de San Antonio     | LAH        | 29  | 1                | 9                | 10               | 26               | -                | - | -                    | -                    | -                    |                      |                      |
| 2013-2014  | Panthers de la Floride     | LNH        | 8   | 0                | 0                | 0                | 4                | -                | - | -                    | -                    | -                    |                      |                      |
| Totaux LNH | Totaux LNH                 | Totaux LNH | 321 | 7                | 51               | 58               | 164              | 19               | 2 | 2                    | 4                    | 0                    |                      |                      |

### En équipe nationale
Il a représenté les États-Unis au niveau international.
| Année | Compétition                 |   | PJ | B | A | Pts | Pun       |  | Résultat |
| 1998  | Championnat du monde junior | 7 | 2  | 2 | 4 | 4   | 5e place  |  |          |
| 1999  | Championnat du monde        | 3 | 2  | 1 | 3 | 0   | 6e place  |  |          |
| 2000  | Championnat du monde        | 7 | 0  | 1 | 1 | 0   | 5e place  |  |          |
| 2003  | Championnat du monde        | 6 | 0  | 1 | 1 | 0   | 13e place |  |          |

## Transactions en carrière
- 21 juin 1997 : repêché par les Rangers de New York au septième tour, 182e rang du repêchage d'entrée dans la LNH 1997.
- 22 janvier 2003 : échangé par les Rangers aux Flames de Calgary en retour d'un choix de sixième tour en 2003 (Ivan Dornič) et de considérations futures.
- 25 juillet 2003 : signe en tant qu'agent libre avec les Mighty Ducks d'Anaheim.
- 24 septembre 2004 : signe en tant qu'agent libre avec les Blues de Saint-Louis.
- 25 juillet 2006 : signe en tant qu'agent libre avec les Devils du New Jersey.
- 28 septembre 2010 : signe en tant qu'agent libre avec les Islanders de New York.
- 27 février 2012 : échangé par les Islanders aux Bruins de Boston avec Brian Rolston en retour de Yannick Riendeau et Marc Cantin.
- 8 décembre 2012 : signe en tant qu'agent libre avec le Rampage de San Antonio.
- 13 janvier 2013 : signe en tant qu'agent libre avec les Maple Leafs de Toronto.
- 5 juillet 2013 : signe en tant qu'agent libre avec les Panthers de la Floride.
- 19 août 2014 : annonce sa retraite.